# Anavitória Canta para Pessoas Pequenas, Pessoas Grandes e Não Pessoas Também
Anavitória Canta para Pessoas Pequenas, Pessoas Grandes e Não Pessoas Também é o segundo EP do duo brasileiro Anavitória, lançado em 06 de outubro de 2017 através da Universal Music em comemoração ao dia das crianças.

## Conceito
"Mistério" é a única canção inédita presente no EP, composta pelo duo em parceria com Mike Túlio, da banda OutroEu. "Sideral", composta por Tibério Gaspar, Durval Ferreira e Valdir Granthon para o programa Clube do Capitão Aza (1966-1979). "Pirlimpimpim" de Moraes Moreira com Fausto Nilo fez parte da trilha sonora do especial Pirlimpimpim (1982). A última canção, "O Leãozinho" (1977), composta por Caetano Veloso.

### Capa
A capa do EP mostra colagem de ilustrações do artista Laurindo Feliciano, representando o paraíso em que todos os tipos de seres vivos estão em harmonia.

## Lista de faixas
| N.º            | Título         | Compositor(es)                                 | Duração |  |
| 1.             | "Mistério"     | Ana Caetano Vitória Falcão Mike Tulio          | 4:02    |  |
| 2.             | "Pirlimpimpim" | Moraes Moreira Fausto Nilo                     | 3:22    |  |
| 3.             | "Sideral"      | Tibério Gaspar Durval Ferreira Waldir Granthon | 2:44    |  |
| 4.             | "O Leãozinho"  | Caetano Veloso                                 | 3:51    |  |
| Duração total: | Duração total: | Duração total:                                 | 13:19   |  |

## Histórico de lançamento
| País   | Data                  | Formato          | Gravadora       |
| ------ | --------------------- | ---------------- | --------------- |
| Brasil | 06 de outubro de 2017 | Download digital | Universal Music |